# Ella es tan cargosa (álbum)
Ella es tan cargosa es el primer álbum de la banda argentina de Rock nacional editado en 2007. Fue lanzado por Tocka Discos.
Las doce canciones fueron grabadas a fines de 2006 en Matadero Records, con producción de Germán Wiedemer (pianista y arreglador de Memphis La Blusera).

## Listado de canciones
| N.º | Título                         | Duración |  |
| 1.  | «Donde no van las melodías»    | 3.26     |  |
| 2.  | «Báilame»                      | 3.31     |  |
| 3.  | «Llueve»                       | 4.31     |  |
| 4.  | «Ni siquiera entre tus brazos» | 3.34     |  |
| 5.  | «Chica de los ojos amarillos»  | 3.06     |  |
| 6.  | «Ex noche»                     | 3.03     |  |
| 7.  | «Comodín»                      | 3.15     |  |
| 8.  | «Enero»                        | 3.19     |  |
| 9.  | «Refugio»                      | 4.10     |  |
| 10. | «Bellos años»                  | 4.01     |  |
| 11. | «No lejos»                     | 3.47     |  |
| 12. | «Carmen»                       | 4.12     |  |

## Datos destacados
- Los sencillos Llueve y Ni siquiera entre tus brazos alcanzaron los 40 mejores puestos de las radios argentinas.
- En la entrega de los Premios Carlos Gardel 2008 fueron ganadores del premio, en la categoría Mejor álbum nuevo artista pop por su producción homónima. También participaban: Inmigrantes y Valeria Gastaldi.

- Datos: Q5396689